# Мегила
«Мегила», или «Мегилла » (др.-евр. מגלה‬, megilah — букв. «свиток») — трактат в Мишне, Тосефте, Вавилонском и Иерусалимском Талмуде, в разделе Моэд. Содержит законы о публичном чтении свитка Эстер (в синодальном переводе Библии — Книга Есфирь), и шире — о синагогальной службе. В изданиях Вавилонского Талмуда трактат занимает двенадцатое и последнее место в разделе, в Мишне и Иерусалимском Талмуде — десятое.

## Предмет рассмотрения
Слово «мегила» в широком смысле означает «книжный свиток», в узком смысле, который имеется в виду в данном трактате — свиток Эстер (др.-евр. מגילת אסתר‬ — Мегилат Эстер), который до сего времени читается в синагогах в праздник Пурим; это чтение является главным обычаем праздника. Обычаи праздника установлены законоучителями на основании содержания самого свитка Эстер: «Иудеи сельские, живущие в селениях открытых, проводят четырнадцатый день месяца Адара в веселье и пиршестве, как день праздничный, посылая подарки друг ко другу» (Есф. 9:19); в греческом переводе добавлено: «живущие же в митрополиях и пятнадцатый день Адара проводят в добром веселье, посылая подарки ближним».
Трактат начинается с изложения законов о публичном чтении Свитка Эстер. Устанавливается, что в древних городах окружённых стеной во времена Иисуса Навина, свиток читается в пятнадцатый день месяца адар, в других городах — в четырнадцатый день, а в сёлах, где на будничную молитву народ собирается только по понедельникам и четвергам, при необходимости читают и раньше; то же, если день чтения свитка выпал на субботу. Затем, по характерной для Талмуда ассоциации идей, рассмотрение переходит к законам о чтении других книг Священного писания (в первую очередь — Торы) в ходе синагогальной службы и об этой службе в целом. В связи с тем, что современная литургическая практика иудаизма несколько отличается от описанной в трактате, трактат «Мегила» представляет большой исторический интерес.

## Содержание
Трактат «Мегила» в Мишне состоит из 4 глав и 33 параграфов. Как и многие другие трактаты, он начинается с числового правила — перечисляются даты, в которые возможно чтение свитка Эстер.
- Глава первая устанавливает время чтения свитка Эстер. Так как в еврейском календаре месяц адар может удваиваться, в трактате приводится сравнение между первым и вторым адаром, а далее, по ассоциации, сравниваются другие предметы и явления: запрет работать в субботу — с запретом работать в праздники, тфилин и мезуза — со священными книгами, скиния — с Иерусалимским храмом и т. д.
- Глава вторая описывает порядок чтения свитка Эстер. Так, например, заповедь чтения свитка можно исполнить, слушая, как его читает другой; но, если кто-то опоздал к началу чтения, то нельзя выслушать до конца, а потом дослушать начало — надо слушать чтение с начала до конца по порядку. В конце главы приводятся примеры обрядов, которые совершаются только в течение дня или только ночью.
- Глава третья содержит законы об уважительном отношении к синагоге и определяет какие фрагменты Торы читаются во время общественных служб по праздникам и особым дням. В Вавилонском Талмуде третья и четвёртая главы переставлены местами.
- Глава четвёртая содержит законы о синагогальной службе: сколько человек вызывают к чтению Торы, минимальный размер читаемого отрывка, правила произнесения благословения священников и т. д. Вводится правило о миньяне — кворуме из десяти совершеннолетних мужчин, наличие которого необходимо для публичного чтения Торы и проведения некоторых ритуалов. Приводятся варианты текста молитвы, признаваемые по тем или иным причинам еретическими. Упоминается обычай сопровождать чтение Торы переводом на понятный народу язык.

## Затрагиваемые темы
В Вавилонском Талмуде («Бавли») содержится много информации, имеющей историческое значение.
- Бавли, 2б-3а рассказывает о происхождении формы пяти конечных букв еврейского алфавита, о таргуме Онкелоса к Пятикнижию и Ионатана бен-Узиеля к книгам пророков.
- Бавли, 7а рассказывает об установлении всенародного празднования Пурима (первоначально празднование происходило лишь в городе Шушане) и о включении книги Есфирь в канон библейских книг.
- Бавли, 9а приводит сведения o выполненном в III—II вв. до н. э. переводе Торы на греческий язык.
- Бавли, 17б-18а рассказывает об установлении порядка благословений в молитве «Шмоне-Эсре» во время раббана Гамлиэля II.
- В Иерусалимском Талмуде говорится о таргуме к Пятикнижию, причем автором его вместо Онкелоса назван Аквила; упоминается также о других исторических праздниках в месяце адаре месяце: день Териона 12-го и день Никанора 13-го числа месяца; дважды приводится легенда о переходе Антонина в еврейство и о его дружеских отношениях с рабби Иехудой.